# Lafolè (sommergibile)
Il Lafolè è stato un sommergibile della Regia Marina.

## Intitolazione
Il suo nome è quello di un piccolo villaggio somalo situato a circa 25 km da Mogadiscio, noto per l'eccidio di una spedizione di esploratori italiani appartenenti alla Regia Marina, oltre a civili ed ascari, a seguito di un'imboscata tesa dai Somali il 25 novembre 1896.

## Storia
Il 12 dicembre 1938 fu dislocato nella base di Lero. 
Salpò da Taranto il 9 agosto e giunse a Lero l’11 agosto 1939. Rimpatriò da Lero l'11 maggio 1940 e giunse a Messina il 13 maggio seguente. 
Salpò da Augusta il 5 giugno e arrivò a Tobruk l’8 giugno 1940, inquadrato nella 62ª Squadriglia Sommergibili (VI Grupsom), al comando del tenente di vascello Renato Barletta (comando assunto il 18 giugno 1939).
Il 10 giugno 1940, con l'entrata dell'Italia nella seconda guerra mondiale, fu inviato nei pressi di Sollum e poi spostato al largo di Tobruk; fece ritorno dieci giorni dopo, senza riportare alcun avvistamento.
Il 3 luglio operò tra l'isolotto di Gaudo (nelle vicinanze di Creta) e Derna e nei giorni 7 ed 8 notò la presenza di unità avversarie in ricerca antisommergibile; non giunse però all'avvistamento e rientrò alla base il 14 luglio.
Il tenente di vascello Piero Riccomini (figlio di Giuseppe e di Guercioli Giorgia, nato a Modena il 2 ottobre 1908), comandante di un'unità gemella, il Gondar, il 14 settembre fu incaricato di sostituire il comandante  Barletta del Lafolè che era indisposto, in modo da poter garantire l'effettuazione della missione cui era stata destinata l'unità.
Il 21 settembre fu disposto in agguato difensivo nel golfo di Taranto.
Il 10 ottobre 1940 il Lafolè lasciò il porto diretto in un'area d'operazioni compresa tra il parallelo 35°40' N ed il tratto di costa del Marocco compreso tra Capo Quillates e Capo Agua, a levante di Gibilterra.
Il 15 ottobre arrivò nel suo settore (a sudest dell'isola di Alborán ed a nord di Cabo de Tres Forcas vicino a Melilla) ed iniziò a pattugliarlo. Tre giorni dopo, però, una delle sue unità gemelle, il Durbo, in missione in un'area non molto distante, fu affondata dai cacciatorpediniere britannici Firedrake e Wrestler; prima che il sommergibile affondasse, una squadra di abbordaggio era salita a bordo, impossessandosi di alcuni documenti segreti: da uno di questi gli inglesi avevano appreso la posizione del Lafolè, ed organizzarono quindi una trappola.
Intorno alle undici di mattino del 20 ottobre il sommergibile avvistò i cacciatorpediniere britannici Gallant e Griffin, in navigazione a bassa velocità, impegnati nella ricerca di sommergibili e all'apparenza all'oscuro della sua presenza; diresse quindi per attaccarli, avvicinandosi sino a 500 metri. In realtà il Lafolè era stato individuato dalle navi britanniche, che non lo avevano assalito solo per non destare sospetti; nel frattempo, infatti, si era posizionato a 5000-6000 metri dal sommergibile, sul lato opposto del Gallant e del Griffin, il cacciatorpediniere Hotspur. Non appena il Lafolè lanciò un siluro con i tubi di poppa, le tre unità inglesi lo attaccarono con bombe di profondità; il sommergibile fu seriamente danneggiato già dal primo lancio di bombe di profondità, ritrovandosi con i motori elettrici fuori uso e gravi danni agli assi delle eliche ed alle pompe assetto, nonché con serie difficoltà nel manovrare e nel mantenere l'assetto e la profondità (tanto che più volte venne – involontariamente – quasi in superficie); riuscì a restare immerso per sette ore nonostante le gravi avarie inflitte dalla caccia.
Alle 18.30 il Lafolè venne nuovamente ad affiorare, spingendo fuor d'acqua l'intera torretta; nel mentre era in arrivo, per una scarica di bombe di profondità, l’Hotspur, che finì quindi con lo speronare il sommergibile italiano: il Lafolè s'inabissò in pochi istanti, portando con sé il comandante Riccomini, altri 3 ufficiali e 36 fra sottufficiali e marinai.
Ebbero miracolosamente salva la vita il comandante in seconda (sottotenente di vascello Giuseppe Accardi) ed altri otto uomini: all'affioramento del sommergibile avevano cercato di aprire il portello della torretta per far calare la pressione, proprio nel momento dello speronamento; a quel punto fu la pressione stessa a lanciarli all'esterno attraverso lo squarcio aperto nella torretta dalla prua del cacciatorpediniere. Due dei sopravvissuti furono recuperati dal Gallant e gli altri 7 dall’Hotspur. La nave britannica ebbe nella collisione seri danni, dovendo restare in riparazione sino al 20 febbraio 1941.
Il Lafolè aveva svolto in tutto 5 missioni di guerra, percorrendo in totale 2442 miglia in superficie e 901 in immersione.
Il Comandante Piero Riccomini venne insignito della Medaglia d'argento al Valor Militare (alla memoria) per la lunghissima e strenua battaglia sostenuta contro le impari forze inglesi per la difesa della propria unità e del suo equipaggio.